# Hacı Bayram-i Veli

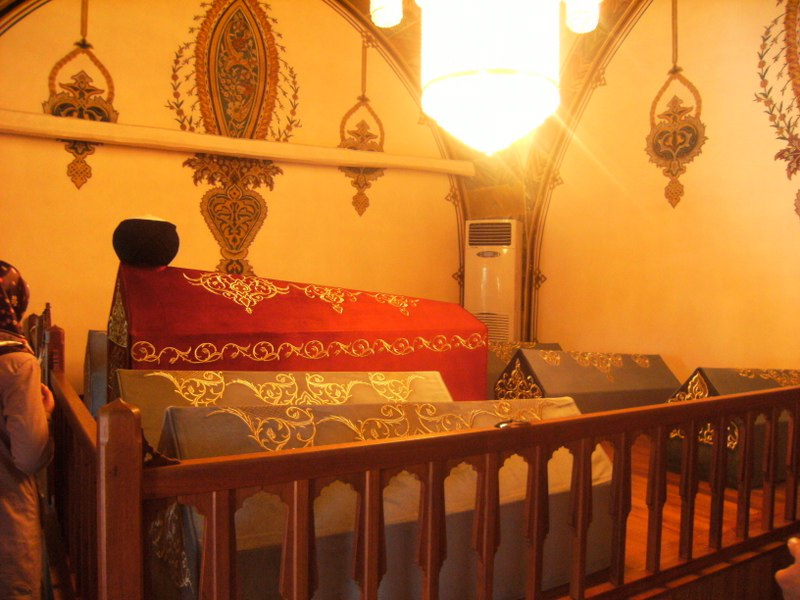
Innenraum der Türbe des Hacı Bayram neben der Hacı Bayram-Moschee in Ankara

Hacı Bayram-i Veli (* 1. Hälfte des 14. Jh. bei Ankara; gestorben in 1429 ebenda), kurz auch Hadschi Bairam, war ein türkischer Dichter, Sufi und der Gründer des Bayramiyye-Ordens.

## Frühes Leben
Hacı Bayram wurde in Ankara geboren. Sein ursprünglicher Name ist unbekannt. Sein Leben änderte sich, als er in der Stadt Kayseri Einweisungen in den Sufismus durch Somuncu Baba erhielt, der einer der Murschids des Safi-Tariqa-Scheichs Hodscha Alā ad-Dīn Alī war.

## Pilgerreise und Gründung des Ordens
Die beiden Mystiker Somuncu Baba und Hacı Bayram-i Veli lebten in der Stadt Bursa, von wo aus sie zusammen den Hadsch (Pilgerreise nach Mekka) machten. Bei dieser Reise setzte Somuncu Baba das Lehren des Sufismus fort. Mit dem Tod des Baba 1412 wurde seine Autorität an Hacı Bayram weitergegeben, der nach Ankara als Scheich des nun sogenannten Sufiordens der Bairami zurückkehrte. Er erbaute eine Derwisch-Loge auf der Stätte in Ankara, wo heute sein Grabmal und die nach ihm benannte Moschee stehen. Zu ihm kamen Menschen, um dort zu verweilen und den Sufismus zu erlernen. Mit der Lehre des Hacı Bayram zog der Orden immer mehr Anhänger an.

## Akşemseddin und Hacı Bayram
Die zunehmende Anhängerschaft des Ordens beunruhigte einige örtliche Behörden; sie teilten ihre Sorgen dem osmanischen Sultan Murad II. mit, welcher Hacı Bayram nach Edirne rief, die damalige Hauptstadt des Reiches. Der Sultan wollte die Meinungen, die Doktrin und den Patriotismus des Ordens überprüfen.
Hacı Bayram nahm einen weiteren Gelehrten, seinen Murid Akşemseddin, mit nach Edirne. Murad erkannte bald, dass die Beschwerden gegen Bayram nur auf Gerüchten beruhten. Hacı Bayram und Akșemseddin blieben für eine Weile in Edirne, lehrten und predigten am Hof. Er hatte mehrere private Treffen mit dem Sultan.

Der Sultan wollte Konstantinopel erobern, die damalige Hauptstadt des Oströmischen Reiches. Er fragte Hacı Bayram-i Veli „Wer wird die Stadt erobern?“ Die Antwort war: 

„Du nicht. Aber dieser Junge soll es. Du und ich werden zum Zeitpunkt der Eroberung nicht am Leben sein. Aber mein Schüler Akşemseddin wird dort sein.“

 Das genannte Kind war der Sohn des Sultans, der zukünftige Mehmed II., der Konstantinopel 1453 erobern sollte. Hacı Bayram verlangte, dass sein Schüler Akșemseddin der Lehrer des Kindes Mehmet sein sollte, und der Sultan willigte ein. Hacı Bayram machte einige weitere Reisen nach Edirne, bis er im Jahre 1430 in Ankara starb und die Führerschaft seines Ordens an Akșemseddin weitergab. Sein Grabmal und die ihm gewidmete Hacı Bayram-Moschee befinden sich in Ankara.